# Chauvetia tenuisculpta
Chauvetia tenuisculpta is een slakkensoort uit de familie van de Buccinidae. De wetenschappelijke naam van de soort is voor het eerst geldig gepubliceerd in 1891 door Dautzenberg.